# Le Mariage de l'année, 10 ans après
Pour plus de détails, voir Fiche technique et Distribution.
Le Mariage de l'année, 10 ans après (The Best Man Holiday) est un film américain réalisé par Malcolm D. Lee, sorti en 2013.
C'est la suite du film Le Mariage de l'année, sorti en 1999. Le film a pour principaux interprètes  Morris Chestnut et Taye Diggs.

## Synopsis
Dans The Best Man Holiday, les anciens amis ont vieilli et se retrouvent plusieurs années après. Leur mode de vie a évolué mais chacun connait des faiblesse, des secrets qui vont éclater au grand jour.

## Fiche technique
- Titre : Le Mariage de l'année, 10 ans après
- Titre original : The Best Man Holiday
- Réalisation : Malcolm D. Lee
- Scénario : Malcolm D. Lee
- Musique : Stanley Clarke
- Photographie : Greg Gardiner
- Montage : Paul Millspaugh
- Production : Sean Daniel et Malcolm D. Lee
- Société de production : Universal Pictures, Blackmaled Productions et Sean Daniel Company
- Société de distribution : Universal Pictures (États-Unis)
- Pays :  États-Unis
- Genre : Comédie dramatique
- Durée : 123 minutes
- Dates de sortie : 
  -  États-Unis : 15 novembre 2013

## Distribution
- Taye Diggs (V. F. : Sidney Kotto) : Harper Stewart
- Sanaa Lathan (V. F. : Annie Milon) : Robin Stewart
- Nia Long (V. F. : Ninou Fratellini) : Jordan Armstrong
- Morris Chestnut (V. F. : Thierry Desroses) : Lance Sullivan
- Harold Perrineau (V. F. : Daniel Lobé) : Julian Murch
- Terrence Howard (V. F. : Frantz Confiac) : Quentin Spivey
- Monica Calhoun : Mia Sullivan
- Riele Downs : Faith Sullivan
- Melissa De Sousa (V.F. : Dorothée Pousséo) : Shelby
- Regina Hall (V.F. : Julie Dumas) : Candace "Candy" Murch
- Eddie Cibrian (V. F. : Alexis Victor) : Brian McDonald

source VF

## Box office
- Budget : 17 millions de dollars[2]
- box office : 71,625,195 millions de dollars[2]